# Onychocepon
Onychocepon är ett släkte av kräftdjur. Onychocepon ingår i familjen Bopyridae.
Kladogram enligt Catalogue of Life:
| Onychocepon | \| \| Onychocepon giardi \| \| \| \| \| \| Onychocepon harpax \| \| \| \| \| \| Onychocepon resupinum \| \| \| \| |
|             | \| \| Onychocepon giardi \| \| \| \| \| \| Onychocepon harpax \| \| \| \| \| \| Onychocepon resupinum \| \| \| \| |
|             | Onychocepon giardi                                                                                                |
|             | |
|             | Onychocepon harpax                                                                                                |
|             | |
|             | Onychocepon resupinum                                                                                             |
|             | |